# Жиґа Цойс
Жиґа Цойс (словен. Žiga Zois, нім. Sigmund Zois Freiherr von Edelstein, 23 листопада 1747, Трієст — 10 листопада 1819, Любляна) — словенський діяч просвітництва, меценат, поет, барон, підприємець. Був кранійським дворянином, ученим в галузі природничих наук. Вважається однією з найвпливовіших постатей на словенських землях Габсбурзької Австрії. У світі він відомий як великий вчений-природознавець, насамперед мінералог.

## Біографія
Sigmund Zois Litho.jpg

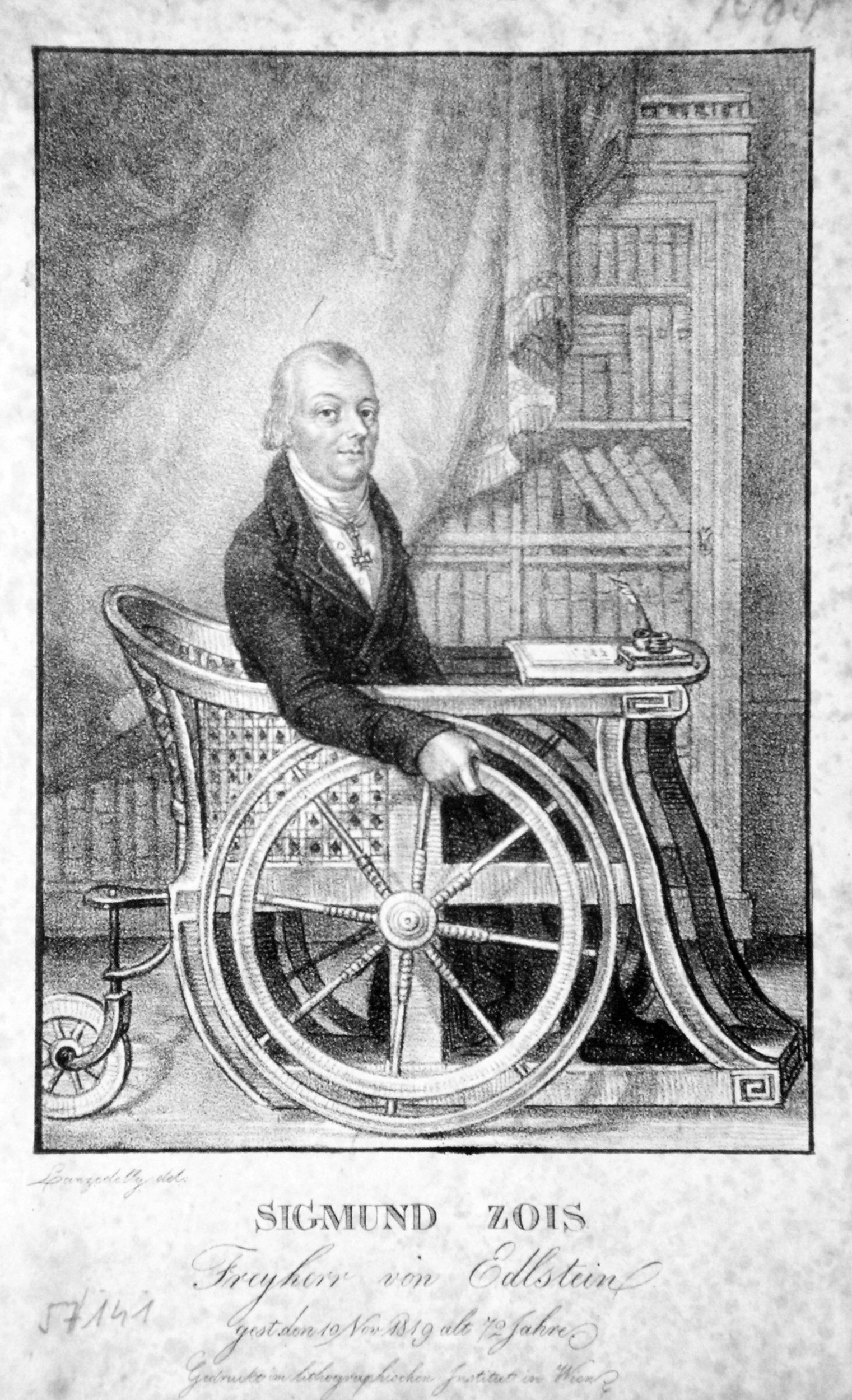
Літографія. 1820

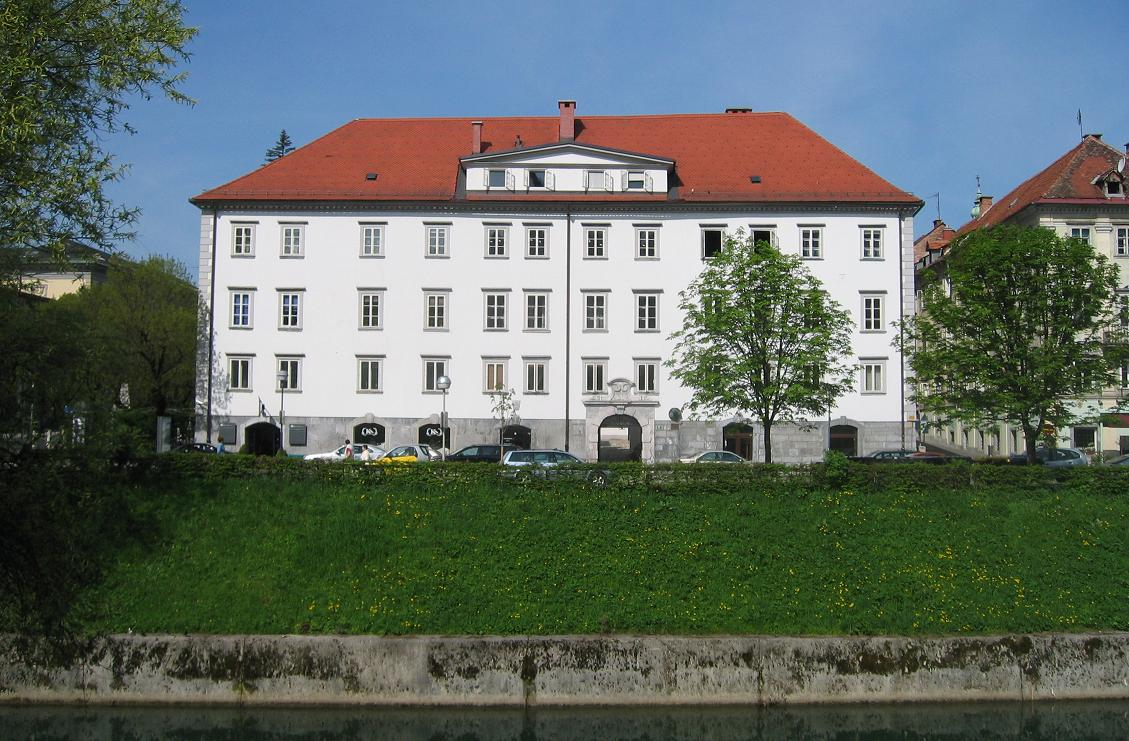
Палац Жиґи Цойса в Любляні

Жиґа Цойс народився в Трієсті в 1747 році в сім'ї іспанця та словенки. Батько — Мікеланджело Цойс (1694—1777) був купцем з Ломбардії, який переїхав до Любляни, де він заробив чималий статок на торгівлі залізом та утримуванні шахт. Сім'я Цойса в Словенії розбагатіла і отримала шляхетський титул. Жиґа Цойс успадкував від свого батька шахту залізної руди та заводи, замок Брдо біля Крані та будинок у Любляні. За часів Наполеона він зазнав економічного спаду.
Освіту Жиґа Цойс здобув в Іспанії та особливо цікавився природознавчими науками. Він відзначався любов'ю до навчання, мудрістю, сімейним духом, здатністю до організації та внутрішньою рівновагою. Жиґа Цойс зібрав бібліотеку спеціалізованих книг, літератури, а також слов'янських творів. Він духовно і фінансово підтримував праці своїх колег, зокрема молодого Копітара.
Жиґа Цойс був ініціатором в Словенії просвітницької літератури, головним чином словників, граматики, праць з історії, а також популярних освітніх видань. Він також писав словенською мовою вірші, перекладав словенською мовою арії італійських опер, які ставилися в Любляні. Хоч його переклад балади Готфріда Августа Бюргера «Ленора» не був дуже вдалим.